# (5943) Lovi
(5943) Lovi est un astéroïde de la ceinture principale.

## Description
(5943) Lovi est un astéroïde de la ceinture principale. Il fut découvert le 1er mars 1984 à la station Anderson Mesa par Edward L. G. Bowell. Il présente une orbite caractérisée par un demi-grand axe de 2,22 UA, une excentricité de 0,11 et une inclinaison de 5,9° par rapport à l'écliptique.

## Compléments